# غلوريا فوستر
غلوريا فوستر (بالإنجليزية: Gloria Foster)‏ (و. 1933 – 2001 م) هي ممثلة، وممثلة مسرحية، وممثلة تلفزيونية، من الولايات المتحدة الأمريكية، ولدت في شيكاغو، توفيت في مدينة نيويورك، عن عمر يناهز 68 عاماً بسبب السكري.

## التعليم
تعلمت في جامعة إلينوي ‏، وجامعة دي بول.

## جوائز
حصلت على جوائز منها:
- جائزة المسرح العالمي (1966).[4]

## وصلات خارجية
- غلوريا فوستر على موقع IMDb (الإنجليزية)
- غلوريا فوستر على موقع ألو سيني (الفرنسية)
- غلوريا فوستر على موقع ميوزك برينز (الإنجليزية)
- غلوريا فوستر على موقع أول موفي (الإنجليزية)
- غلوريا فوستر على موقع قاعدة بيانات برودواي على الإنترنت (الإنجليزية)
- غلوريا فوستر على موقع قاعدة بيانات الأفلام السويدية (السويدية)
- غلوريا فوستر على موقع قاعدة بيانات الفيلم (الإنجليزية)
- غلوريا فوستر على موقع كينوبويسك (الروسية)